# Snežana Radojčić
Snežana Radojičić, srbska potopisna blogerka.
Diplomirala je iz jugoslovanske in svetovne književnosti, nato pa bila zaposlena v zavarovalništvu in kot nepremičninska agentka. 2006 je spoznala ljubiteljska rekreativna združenja Ciklo svet Srbija, Ciklonauti in Freebiking. 2011 se je odločila s kolesom potovati po svetu in se preživljati s pisanjem knjig, kar si je od nekdaj želela. 

## Zanimivosti
- Prvo kolo je dobila za diplomo, bilo je znamke Rog.[1]

## Dela
- Dok su duše lutale (Potovanje duš), Matica srpska,1994
- LP - lične priče (LP - osebne zgodbe), Narodna knjiga, 2005
- Zakotrljaj me oko sveta (Zakotali me po svetu), samozaložba in Laguna, 2014
- Preko Himalaja i Gobija (Prek Himalaje in Gobija), Laguna, tudi v dveh delih na Amazon (Kindle), 2014
- Priručnik za kampovanje sa mini-kuvarom (Priročnik za kampiranje), Nova poetika 2015.
- Vodič za putovanja biciklom (Vodnik za potovanje s kolesom), Nova poetika 2015.
- Nomad, samozaložba, 2016